# Митрополит скопски Јосиф
Јосиф (Цвијовић, Дрежник, 28. август (јк) 1878 — Београд, 3. јул 1957) био је епископ битољски од 1920. до 1931. и митрополит скопски од 1932. до 1957. године.

## Биографија
Рођен је у селу Дрежник код Ужица, од оца Крсте Цвијовића и мајке Јелисавете. Основну школу завршио је у Пожеги и шест разреда гимназије у Ужицу. Православну богословију је завршио у Београду. Оженио се и рукоположен је у чин ђакона 15. септембра 1903, а у чин свештеника 1. октобра 1903. године. Био је свештеник у маковишкој, и затим драгојевачкој парохији. Када је остао удовац замонашио се 15. септембра 1913. године у манастиру Раковица. Завршио је Духовну академију у Кијеву и магистрирао тезом „Улога српског свештенства у ослобађању свога народа“. По повратку из Кијева предавао је једно време у Богословији у Београду, и руководио Монашком школом у манастиру Раковица.
Учествовао је у балканским ратовима и Првом светском рату где је био војни свештеник у четничком одреду Војводе Вука. Послат је у дипломатску мисију у Бизерти, затим у Русију, а од 1917. био је ректор у Српској православној богословији у Оксфорду где је радио заједно са јеромонахом Николајем Велимировићем. По завршетку рата постао је ректор Призренске богословије и са тог места је изабран 19. децембра 1920. за епископа битољског. У Битољу је основао богословију где је предавао јеромонах, касније светитељ, Јован Шангајски. Године 1931. уједињене су епархије Охридска и Битољска и седиште је постављено у Битољ, а епископ обједињене Охридско-битољске епархије био је дотадашњи епископ охридски Николај (Велимировић).
Током 1930. и 1931. године заједно са јеромонахом Јустином Поповићем послат је у Прикарпатску Русију која је тада припадала Чехословачкој. Њихов задатак је био да православце који су насилно поунијаћени врате у православље. Од 1596. године, после Брест-Литовске уније, пољски краљ Сигисмунд III и папа су наметали православнима унију. После Првог светског рата захваљујући демократском председнику Масарику њима је био омогућен повратак у православље.

### Зашто није изабран за патријарха 1930. године
Делфа је питала свог кућног пријатеља Војислава Маринковића, тадашњег министра спољних послова, у влади Петра Живковића, зашто је за патријарха изабран Варнава, митрополит скопски, с којим нису били многи (који су радили у Скопљу и у Цариграду), одушевљени — његовим интелектуалним способностима. Питала је и зашто нису изабрани много бољи кандидати, као што су владика господин Георгије Летић, Николај Велимировић или владика Јосиф. Добила је одговор да одговорни фактори, нису могли у овим приликама, имајући у виду нарочите потребе Српске православне цркве, да нађу погоднију личност. Летића, није могао, када он није подносио интриге и оговарања свештеничка своје братије, није могао ни владика Николај, који је са својим животом и радом више био на небу него на земљи, више беседник и црквени поета него реални црквени посленик и организатор. Није погодан био ни владика Јосиф, који се као четник
са пушком у руци борио и у борби убијао своје противнике. У тим приликама то био једини избор. Варнава је изабран због његове чврсте руке и организаторске способности, да заведе ред, поредак и дисциплину у нашој цркви у доба, када су старост, болест и сенилност Блаженопочившег патријарха Димитрија учинили, да није било довољно реда и дисциплине. Веровало се да ће митрополит Варнава бити у стању, више него ико други, да ту хитну потребу наше цркве, најбоље задовољи, јер је предстојала израда Устава Српске православне цркве.

### Епископ битољски
Изабран је са места епископа битољског за митрополита скопског и устоличен у Скопљу 1. јануара 1932. године. У Скопљу је покренуо часопис „Хришћанско дело“. У Скопљу се тада оснива Црквени музеј Јужне Србије заслугом Радослава Грујића, као и прва Галерија фресака у тадашњој држави. Уз његову и заслугу патријарха Варнаве добротворка Перса Миленковић се одлучила да подигне манастир Ваведење у Београду. У свом родном селу Дрежнику митрополит Јосиф је подигао школу и цркву.

### Ратно и послератно доба
По избијању Другог светског рата из Скопља су га протерали Бугари 5. маја 1941. године. Дошао је у Београд када су већ били ухапшени патријарх Гаврило и епископ жички Николај. Окупљени око њега сви присутни епископи, нишки Јован, шабачки Симеон, браничевски Венијамин, зворничко-тузлански Нектарије, викарни Арсеније и Валеријан, саставили су Синод који је деловао у ратним условима од 1941. до 1947. године. Председник овог Синода у одсуству патријарха био је митрополит скопски Јосиф.
Током рата организовао је екипу Српске православне цркве која је сарађивала са Комесаријатом за избеглице Томе Максимовића. После Другог светског рата Српска православна црква је остала без имања и прихода, па је митрополит Јосиф у згради Патријаршије 1946. основао Завод за израду свећа. Руковођење Српском православном црквом преузео је патријарх Гаврило по повратку из логора Дахау у Београд 1946. године. Митрополит Јосиф је са сарадницима написао „Извештај Светог Архијерејског Синода Светом Архијерејском Сабору СПЦ о раду од 1941. до 1947. године“, то је текст на око 500 куцаних страна који сведочи о тешком ратном периоду и који је Сабор СПЦ 1947. усвојио.
После Другог светског рата власт му није дозволила да се врати у Скопље и преузме управљање својом епархијом. Настанио се тада у Врању да би управљао делом Скопске епархије коме је Врање припадало. Међутим и одатле је протеран. Био је од априла 1945. до новембра 1946. администратор Митрополије црногорско-приморске. У другој половини 1950. је ухапшен и држан у затвору без суђења, касније је притворен у манастиру Жича. После пуштања на слободу, крајем новембра 1951, био је скоро 18 месеци администратор Епархије жичке у одсуству владике Николаја. Када је оболео живео је у манастиру Ваведење у Београду где је и умро 3. јула 1957. године. Сахрањен је у манастирском дворишту поред митрополита загребачког Доситеја.

## Наслеђе
После Другог светског рата на подручју Македоније успостављена је канонски непризната Македонска православна црква — Охридска архиепископија са којом је 2002. Нишким споразумом покушано превазилажење раскола из чега је настала Православна охридска архиепископија.
Митрополит Јосиф је написао „Мемоаре“, 1. издање „Светигора“, Цетиње, 2006. године, 391 страна,  1536958185. Друго издање је било 2008. године. Његов ђакон Добривоје Каписазовић је написао књигу „Анегдоте из живота митрополита српског Јосифа Цвијовића (1878-1957) са кратким биографским подацима“, издао аутор, Београд 1982. године, 93 стране. Осим тога у издању „Светигоре“ изашла је 2007. књига „Мудри орач њиве Господње: споменица Јосифа Цвијовића епископа битољског и митрополита скопског“, 445 страна.  978-86-82797-73-9..
У Дрежнику је поводом 130 година од рођења, 28. августа 2008. године, свечано отворен Спомен-дом посвећен животу и раду митрополита Јосифа. Овом скупу присуствовала је и Милева Каракашевић, Јосифова унука. Јосиф је са супругом Милевом имао две ћерке, старија је рођена маја 1904. и од ње има потомство. Млађа ћерка је рођена септембра 1905. и умрла 1. новембра 1905. а 21. новембра 1905. умрла је и Јосифова супруга.

## Галерија
- Владика Јосиф у Битољу
- Влада Зечевић и митрополит Јосиф новембра 1944.
- Пасош митрополита Јосифа за пут у Совјетски Савез 1948.
- Јосифов својеручни епитаф.
- Гроб митрополита скопског Јосифа Цвијовића на гробљу свете обитељи Ваведење у Београду
- Натпис са друге стране надгробне спомен плоче